# Memòries (llibre de Josep Maria de Sagarra)
En les Memòries (1954), Josep Maria de Sagarra i de Castellarnau evoca els orígens de les seves famílies paterna i materna (primera part), i després (en quatre parts més) relata la seva vida d'infantesa i joventut, fins als vint-i-cinc anys. Més enllà de l'interès que tenen com a testimoniatge personal d'un dels autors cabdals de la literatura catalana del segle xx, les Memòries de Sagarra constitueixen un retrat molt ric, amè i verídic d'un període molt rellevant la vida cultural, social i política a Barcelona: el que ocupa les primeres dècades del segle, fins a la fi de la primera guerra mundial.

## Capítols
Les Memòries es componen dels següents capítols:

### 1. Cendra i ànimes
L'autor fa una memorable anàlisi genealògica de la seva família des del segle xvi (1512) a la lleidatana comarca de la Segarra (concretament a Verdú) fins al naixement del mateix narrador, a finals del XIX (1894) a Barcelona. En aquest llarg camí, Sagarra ens transporta amb mà mestra per la guerra de Successió entre Austracistes i Borbons, les Guerres Carlines, els brots de pesta i grip que faran estralls a la Barcelona del segle xix.

### 2. La matinada
En aquesta part Sagarra ens porta als seus primers quinze anys de vida en el si d'una aristocràtica i alhora burgesa família barcelonina. Assistim a la realitat d'una ciutat i un espai que ja no existeix, com ara la descripció que es fa d'una Santa Coloma de Gramenet encara rural.

### 3. Entre Ariel i Caliban
Recreació de la seva experiència universitària a Barcelona, a la facultat de Dret, així com dels seus anys a l'Ateneu i a L'Avenç. Comencen les seves grans amistats, i el coneixement de prohoms de la cultura catalana en les diferents penyes d'intel·lectuals Noucentistes, que van portar a terme la gran tasca de regenerar i impulsar la llengua catalana (Josep Carner, Josep Maria Lopez-Picó, Guerau de Liost (Jaume Bofill i Mates), Pompeu Fabra, Eugeni d'Ors i Rovira i sobretot Joan Maragall). Aquí, en aquest tram, Sagarra ens trasllada a la gran activitat cultural i intel·lectual d'una Barcelona que mai va brillar tant com llavors.

### 4. Les fèrtils aventures
L'autor narra els primers viatges adolescents, amb el seu pare i germà, per Itàlia i França. Sagarra ens explica Europa i la seva cultura.

### 5. Dos anys a Madrid
En el darrer capítol Segarra descriu la vida cultural del Madrid dels anys 16 i 17 del segle passat. Sagarra arriba a la capital de l'Estat com a estudiant de l'Escola Diplomàtica de Madrid. L'autor ens porta el flaire social i cultural de l'Ateneu de Nàucratis i dels Cafès de Pombo i Colonial, que freqüentava. Apareixen personatges de la talla d'Unamuno, Ortega y Gasset, Juan Ramón Jiménez, Manuel Azaña, Ramón Gómez de la Serna. Rememora les anomenades Cases de dispesa madrilenyes (casas de huéspedes). Capítol apart es la surrealista i inenarrable experiència de Sagarra com a representant de Francesc Cambó en el fallit projecte polític anomenat Nueva España (on els prohoms de la política catalana van intentar una operació similar a la que Miquel Roca va provar als anys 80 amb el partit reformista, fracassant estrepitosament i provocant escenes carpeto-vetòniques a l'Espanya de l'època.)

Referències
1. ↑  «Itinerari Segarra».   Museu Torre Balldovina. [Consulta: 21 març 2021].
2. ↑  Fiol, Bartomeu «Les Memòries de Josep Maria de Sagarra (II)». Diari de Balears, 02-02-2001 [Consulta: 21 març 2021].[Enllaç no actiu]